# PlayStation Classic
La PlayStation Classic (プレイステーション クラシック, Purei Sutēshon Kurashikku) est une console de jeux vidéo dédiée développée par Sony Interactive Entertainment sur le modèle de la première console du constructeur, la PlayStation, sortie en 1994. Elle sort le 3 décembre 2018, ce qui correspond au 24e anniversaire de la sortie japonaise de la PlayStation originale au Japon.
À l'instar de la NES Mini et de la SNES Mini, la PlayStation Classic contient plusieurs jeux préinstallés. Elle est 80 % plus petite que son modèle en termes de volume, dispose d'une sortie vidéo HDMI, fonctionne avec deux manettes PlayStation de type standard reliées par USB et est alimentée via un port micro USB.

## Caractéristiques techniques
- Processeur : ARM SoC MediaTek 8167A Quad Core Cortex-A35 cadencé à 1,5 GHz (plus puissant que celui de la Super NES classic)[6]. À titre comparatif, celui des consoles mini de Nintendo, est fourni par  Allwinner[7].
- Processeur graphique : PowerVR GE8300 (Mali-400 MP pour la Super NES classic).
- RAM : 1 Go de mémoire Samsung type DDR3 à 1866Mhz (256 Mo de DDR3 sur Super NES classic).
- Circuit de gestion d'alimentation : MediaTek MT6392A.
- Circuit intégré d'interface USB : Realtek RTS5482
- Carte mère : Sony LM-11 (1-984-020-11).
- 16 Go de mémoire flash (512 Mo sur la Super NES classic).
- Dimensions : 149 × 33 × 105 mm.
- Poids : 170 g.
- Alimentation : 5V 1A micro USB.
- Affichage : 720p et 480p via HDMI.

## Logiciel
La PlayStation Classic se sert d'une distribution Linux pour processeur ARM, et de l'émulateur open source PCSX ReARMed pour faire fonctionner les jeux.

## Jeux pré-installés
Parmi les 20 jeux pré-installés dans la machine, seuls cinq d'entre eux sont annoncés lors de la présentation de la console. Ce n'est qu'un mois plus tard, soit le 29 octobre 2018, que les 15 autres jeux sont dévoilés,. En voici la liste :
| Titre                         | Année          | Éditeur                                  |
| ----------------------------- | -------------- | ---------------------------------------- |
| Battle Arena Toshinden        | 1995           | Takara, SCEA                             |
| Cool Boarders 2               | 1997 1998      | Sony Computer Entertainment              |
| Destruction Derby             | 1995           | Psygnosis                                |
| Final Fantasy VII             | 1997           | Square                                   |
| Grand Theft Auto              | 1997 1998      | BMG Interactive Take-Two Interactive     |
| Kurushi                       | 1997           | Sony Computer Entertainment              |
| Jumping Flash                 | 1995           | Sony Computer Entertainment              |
| Metal Gear Solid              | 1998 1999      | Konami                                   |
| Mr. Driller                   | 2000           | Namco                                    |
| Oddworld : L'Odyssée d'Abe    | 1997           | GT Interactive SoftBank                  |
| Rayman                        | 1995           | Ubisoft                                  |
| Resident Evil                 | 1996           | Capcom                                   |
| Revelations: Persona          | 1996           | Atlus                                    |
| R4: Ridge Racer Type 4        | 1998 1999      | Namco                                    |
| Super Puzzle Fighter II Turbo | 1996 1997      | Capcom                                   |
| Syphon Filter                 | 1999           | 989 Studios, Sony Computer Entertainment |
| Tekken 3                      | 1997 1998      | Namco                                    |
| Tom Clancy's Rainbow Six      | 1999           | Take Two Interactive                     |
| Twisted Metal                 | 1995 1996      | Sony Computer Entertainment              |
| Wild Arms                     | 1996 1997 1998 | Sony Computer Entertainment              |

## Accueil
Tristan Ogilvie d'IGN lui a attribué une note de 5,5 sur 10. Il a, par exemple, critiqué l'interface utilisateur de base et le manque de titres populaires de la console, comme Tomb Raider et Crash Bandicoot. Il a aussi souligné que « près de la moitié des jeux inclus dans la bibliothèque PlayStation Classic sont des versions PAL », ce qui a causé des problèmes de cohérence dans les régions NTSC. Cependant, il est possible de faire marcher les jeux PAL en mode NTSC à l'aide d'un menu caché. Ceux-ci marcheront ainsi à vitesse normale. Il suffit de brancher un clavier USB dans la console pour y accéder.
Au Japon, la console s'est écoulée à plus de 120 000 unités durant sa première semaine de vente, ce qui est beaucoup moins que ce qu'a fait la Nintendo Classic Mini: Super Famicom dès les quatre premières journées de sa commercialisation. Selon Gamekult, ces ventes ne représentent ni une catastrophe ni un triomphe pour Sony et s'expliquent par un plus grand intérêt pour les consoles de Nintendo dans ce pays.